# Tour de France automobile

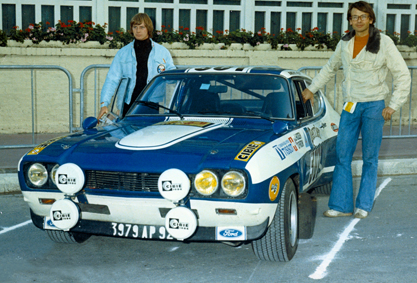
Didier Pironi e Jacques Hoden su una Ford Capri alla partenza dell'edizione del 1972

Il Tour de France automobile è stata una competizione automobilistica a tappe che si correva per le strade della Francia. Disputata per la prima volta nel 1899, fu creata dall'Automobile Club di Francia e organizzata dal quotidiano Le Matin . Questa gara d'esordio fu vinta da René de Knyff che guidava una Panhard et Levassor. 
Questa competizione diventò di successo quando i migliori piloti potevano condurre le migliori automobili, poi venne il declino. 
L'ultima edizione fu disputata nel 1986.
Nel 1992 ci fu un revival della competizione ai cui partecipavano auto storiche, e fu chiamata Tour Auto a causa delle rimostranze dell'omonima corsa ciclistica. La gara era divisa in due classi, cioè la competizione vera e propria e la classe di regolarità. È durata 5 giorni nei quali i partecipanti attraversavano 2500 km di strade, correvano su diversi circuiti e si cimentavano in gare in salita. La competizione si disputa tuttora.

## I vincitori del Tour de France Automobile dal 1951 al 1986
| Anno | Pilota/i                               | Co-pilota               | Veicolo              |
| ---- | -------------------------------------- | ----------------------- | -------------------- |
| 1951 | Pierre Pagnibon                        | Alfred Barraquet        | Ferrari 212 Export   |
| 1952 | Marc Gignoux                           | Mme Gignoux             | DB 750               |
| 1953 | Jacques Péron - Sport                  | R. Bertramnier          | OSCA MT4             |
| 1953 | Paul Condrillier - Touring car         | Daniel                  | Renault 4CV 1062     |
| 1954 | Jacques Pollet                         | Hubert Gauthier         | Gordini T15S         |
| 1956 | Alfonso de Portago                     | Edmont Nelson           | Ferrari 250 GT       |
| 1957 | Olivier Gendebien - Categoria GT       | Lucien Bianchi          | Ferrari 250 GT       |
| 1957 | Jean Hébert - Touring car              | Marcel Lauga            | Alfa Romeo Giulietta |
| 1958 | Olivier Gendebien - Categoria GT       | Lucien Bianchi          | Ferrari 250 GT       |
| 1958 | Jean Hébert - Touring car              | Bernard Consten         | Alfa Romeo Giulietta |
| 1959 | Olivier Gendebien - Categoria GT       | Lucien Bianchi          | Ferrari 250 GT       |
| 1959 | Hermano da Silva Ramos - Touring car   | Jean Estager            | Jaguar Mark I        |
| 1960 | Willy Mairesse - Categoria GT          | Georges Berger          | Ferrari 250 GT       |
| 1960 | Bernard Consten - Categoria Touring    | Jack Renel              | Jaguar Mark II       |
| 1961 | Willy Mairesse - Categoria GT          | Georges Berger          | Ferrari 250 GT       |
| 1961 | Bernard Consten - Categoria Touring    | Jack Renel              | Jaguar Mark II       |
| 1962 | André Simon - Categoria GT             | Maurice Dupeyron        | Ferrari 250 GT       |
| 1962 | Bernard Consten - Categoria Touring    | Jack Renel              | Jaguar Mark II       |
| 1963 | Jean Guichet - Categoria GT            | José Behra              | Ferrari 250 GTO      |
| 1963 | Bernard Consten - Categoria Touring    | Jack Renel              | Jaguar Mark II       |
| 1964 | Lucien Bianchi - Categoria GT          | Georges Berger          | Ferrari 250 GTO      |
| 1964 | Peter Procter - Categoria Touring      | Andrew Cowan            | Ford Mustang         |
| 1969 | Gérard Larrousse                       | Maurice Gélin           | Porsche 911 R        |
| 1970 | Jean-Pierre Beltoise Patrick Depailler | Jean Todt               | Matra 650            |
| 1971 | Gérard Larrousse                       | Johnny Rives            | Matra 650            |
| 1972 | Jean-Claude Andruet                    | Michèle Espinosi-Petit  | Ferrari 365 GTB/4    |
| 1973 | Sandro Munari                          | Mario Mannucci          | Lancia Stratos       |
| 1974 | Gérard Larrousse Jean-Pierre Nicolas   | Johnny Rives            | Ligier JS2           |
| 1975 | Bernard Darniche                       | Alain Mahé              | Lancia Stratos       |
| 1976 | Jacques Henry                          | Bernard-Etienne Grobot  | Porsche Carrera      |
| 1977 | Bernard Darniche                       | Alain Mahé              | Lancia Stratos       |
| 1978 | Michèle Mouton                         | Françoise Conconi       | Fiat 131 Abarth      |
| 1979 | Bernard Darniche                       | Alain Mahé              | Lancia Stratos       |
| 1980 | Bernard Darniche                       | Alain Mahé              | Lancia Stratos       |
| 1981 | Jean-Claude Andruet                    | Chantal Bouchetal       | Ferrari 308 GTB      |
| 1982 | Jean-Claude Andruet                    | Michèle Espinosi-Petit  | Ferrari 308 GTB      |
| 1983 | Guy Fréquelin                          | Jean-François Fauchille | Opel Manta 400       |
| 1984 | Jean Ragnotti                          | Pierre Thimonier        | Renault 5 Turbo      |
| 1985 | Jean Ragnotti                          | Pierre Thimonier        | Renault 5 Maxi Turbo |
| 1986 | François Chatriot                      | Michel Périn            | Renault 5 Maxi Turbo |